# 沃夫岡·史瓦茲
沃夫岡·史瓦茲（德語：Wolfgang Schwarz，1947年9月14日—），生於維也納，奧地利花式滑冰運動員，曾獲1968年冬季奧運會冠軍、兩屆世界錦標賽亞軍（1967–1968）、三屆歐洲錦標賽亞軍（1967–1969）。二十一世紀初，史瓦茲因犯罪紀錄受媒體矚目。

## 生平
1964年史瓦茲初次參加冬季奧運會，成績為第十五名。在1968年冬奧奪金之前，他數次在世界錦標賽與歐洲錦標賽不敵隊友埃梅里希·丹策尔而名列亞軍。
2002年12月，史瓦茲在將五名女子從俄羅斯及立陶宛帶到奧地利從娼後，因人口販賣被定罪。他被判十八個月刑期，後因皮膚癌延後刑期。2005年12月，史瓦茲被控另一人口販賣案件但被無罪釋放。2006年8月，他因綁架一名羅馬尼亞青少年被判刑八年。

## 賽事成績
| 賽事   | 1964 | 1965 | 1966 | 1967 | 1968 |
| ------ | ---- | ---- | ---- | ---- | ---- |
| 冬奧   | 15th |      |      |      | 1st  |
| 世錦賽 |      | 7th  | 2nd  | 2nd  |      |
| 歐錦賽 | 7th  | 5th  | 2nd  | 2nd  | 2nd  |